# Muertos de risa
Muertos de risa és una pel·lícula de cinema espanyola dirigida per Álex de la Iglesia el 1999 on mostra una història de la relació personal d'un duet de còmics, on vol fer homenatge a Tip y Coll i altres mestres del gènere.

## Sinopsi
"Muertos de Risa" és un drama humà que conta a manera de paròdia la cultura dels anys 80 i 90. Els seus protagonistes són Nino i Bruno, dos humoristes condemnats a l'èxit més fragorós en una Espanya marcada pels canvis sociopolítics, la televisió, les cançons de l'estiu i les modes que venen i van. Com tot no pot ser perfecte, Nino i Bruno aviat descobreixen que, com més s'odien, més èxit tenen, i com més èxit tenen, més s'odien.

## Repartiment
- Santiago Segura (Nino)
- El Gran Wyoming (Bruno)
- Álex Angulo (Julián)
- Carla Hidalgo (Laura)

## Localitzacions
Aquesta pel·lícula va ser rodada a Madrid, Barcelona, Seseña, Villaviciosa de Odón i Alcalá de Henares.

## Premis
- 1999: Goya al millor actor secundari: Nominat (Álex Angulo)[6]

## Adaptacions
Una versió teatral es va estrenar en 2015 escrita pel dramaturg, director i productor Mario Segade i l'actor i director Daniel Casablanca.